# Brisbane (fiume)
     Fiume Brisbane e Baia di Moreton
     Ponti stradali
     Ponti ferroviari
     Ponti solamente pedonali
     Ponti solamente per autobus e pedoni

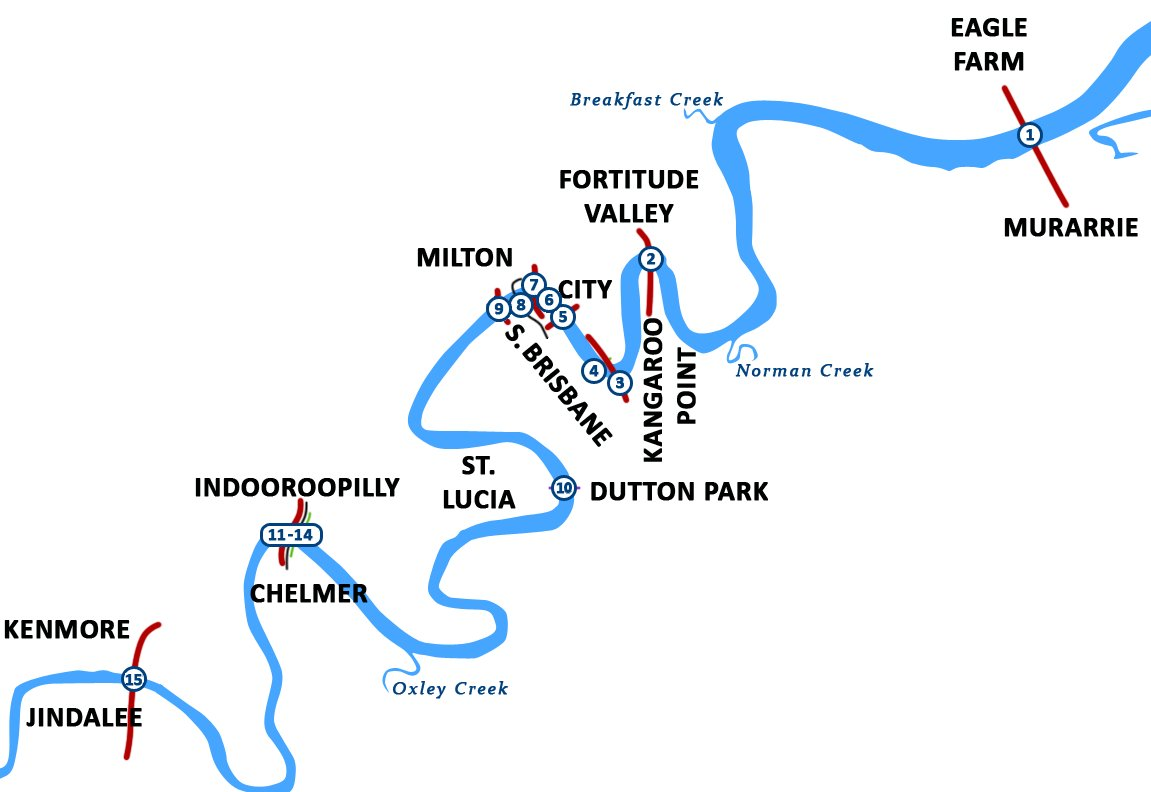
Corso inferiore del fiume da Ipswich alla baia di Moreton
Legenda
Fiume Brisbane e Baia di Moreton
Ponti stradali
Ponti ferroviari
Ponti solamente pedonali
Ponti solamente per autobus e pedoni

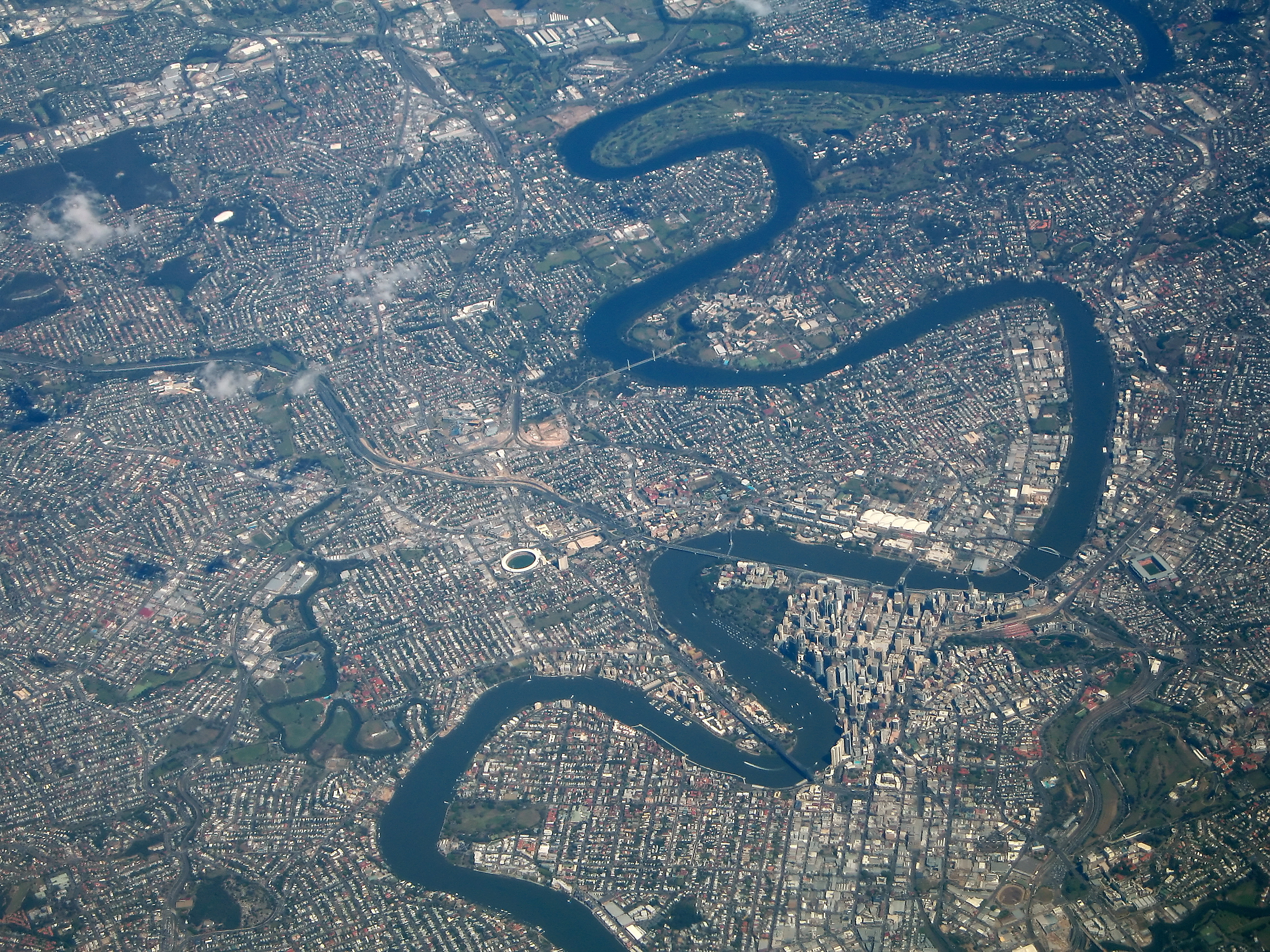
Visione aerea del fiume e della città di Brisbane.

Il fiume Brisbane è il fiume più lungo del sud-est del Queensland in Australia. Nasce dalle pendici del Monte Stanley ad un'altezza s.l.m. di 213 metri e scorre attraverso la città di Brisbane, prima di sfociare nella Baia di Moreton (Mar dei Coralli) dopo un percorso di 344 km.

## Storia
John Oxley fu il primo europeo ad esplorare il fiume, che nominò Brisbane nel 1823 in onore del governatore del Nuovo Galles del Sud, Thomas Brisbane.
La colonia penale della Baia di Moreton successivamente ha adottato lo stesso nome.
Dal 1862 il fiume fu dragato per una possibile navigazione fluviale.
Il fiume fece da importante via tra Brisbane e Ipswich prima che le due città venissero collegate nel 1875.
Dalla fine degli anni venti del Novecento la qualità dell'acqua si deteriorò significativamente.

## Altro
Lungo il fiume si trova la Diga di Wivenhoe, che forma il lago Wivenhoe, la cui acqua rifornisce principalmente Brisbane.
La fauna fluviale comprende, oltre al pesce polmonato australian lungfish, tipico  del fiume, il merluzzo e gli squali-toro.